# Clavier (Liège)
Pour les articles homonymes, voir Clavier.
Clavier (en wallon Clavir) est une commune francophone de Belgique située en Région wallonne dans la province de Liège.

## Géographie

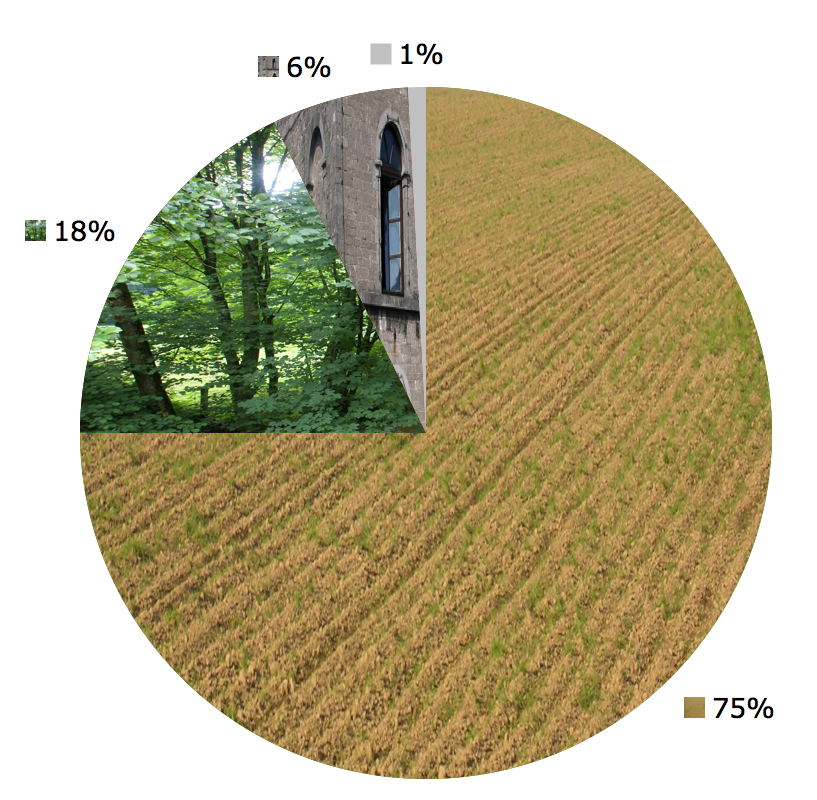
Utilisation du sol en 2006 : 75 % agriculture, 18 % forêts, 6 % bâti et 1 % divers.

Avec une superficie de 79,12 km2, Clavier est une commune rurale du Condroz très étendue avec peu d'industrie, à part quelques PME, des carrières de pierre bleue et l'extraction de 100 000 m3 d'eau potable.

### Description de la commune
La commune de Clavier est composée de six sections à la suite de la fusion des communes survenue en 1977. Elle fait partie de l'arrondissement de Huy et du Groupement Régional Économique des vallées de l'Ourthe, de la Vesdre et de l'Amblève (GREOVA).

### Sections de commune
La commune regroupe les anciennes communes suivantes:
| # | Nom           | Superf. (km2) | Habitants (2020) | Habitants par km2 | Code INS |
| - | ------------- | ------------- | ---------------- | ----------------- | -------- |
| 1 | Clavier       | 28,52         | 1.739            | 61                | 61012A   |
| 2 | Ocquier       | 7,83          | 711              | 91                | 61012B   |
| 3 | Bois-et-Borsu | 17,27         | 873              | 51                | 61012C   |
| 4 | Les Avins     | 7,50          | 617              | 82                | 61012D   |
| 5 | Pailhe        | 11,90         | 271              | 23                | 61012E   |
| 6 | Terwagne      | 6,46          | 431              | 67                | 61012F   |

La commune de Clavier compte en outre avec ses 6 sections de nombreux villages et hameaux:
- Bois-et-Borsu: Fontenoy, Odet, Hoyoux
- Clavier-Village, Clavier-Station, Atrin, Ochain, Pair, Ponthoz, Vervoz
- Les Avins: Petit-Avin
- Ocquier: Amas
- Pailhe]: Le Roua, Saint-Fontaine, Saint-Lambert

Les villages d'Ocquier, Les Avins, Pailhe ainsi que les hameaux de Vervoz, Hoyoux et Saint-Fontaine comptent parmi les plus belles localités condrusiennes bâties en pierre calcaire.

### Communes limitrophes
| Marchin, Modave | Tinlot                 | Ouffet |
| Ohey            | Clavier                | Durbuy |
|                 | Havelange, Somme-Leuze |        |

### Description du village
Avant la fusion des communes de 1977, Clavier était déjà une commune à part entière, qui comprenait les villages et hameaux d'Atrin, Clavier-Station, Clavier-Village, Ochain, Pair, Petit-Brin, Ponthoz, Saint-Fontaine et Vervoz.
Le nom de Clavier est donc donné à deux entités habitées distinctes et distantes entre elles d'environ 3,5 km.
- Clavier-Village est un petit village bâti sur un tige du Condroz à une altitude de 305 m. Autour de l'église et du bâtiment de l'administration communale, se trouvent quelques fermes, fermettes et autres habitations. Le village se prolonge à l'est par le hameau d'Atrin, s'étendant aussi sur le même tige.
- Clavier-Station s'est développé autour de la gare de chemin de fer de la ligne 126 Huy-Ciney. Aujourd'hui désaffectées, cette gare et cette ligne voient désormais passer cyclistes et randonneurs utilisant le réseau RAVeL. Le village est très étendu et comprend de nombreuses habitations principalement construites au XXe siècle. En outre, Clavier-Station compte une école communale, une église dédiée à Saint Antoine, plusieurs commerces, le siège du CPAS établi dans les locaux de l'ancienne gendarmerie et les terrains de football du club de La Clavinoise.

## Démographie

### Démographie: Avant la fusion des communes
- Source: DGS recensements population

### Démographie: Commune fusionnée
En tenant compte des anciennes communes entraînées dans la fusion de communes de 1977, on peut dresser l'évolution suivante :
Les chiffres des années 1831 à 1970 tiennent compte des chiffres des anciennes communes fusionnées.
- Source: DGS , de 1831 à 1981=recensements population; à partir de 1990 = nombre d'habitants chaque 1er janvier[1]

## Histoire
La seigneurie d'Atrin (du latin mérovingien atrium, « parvis », « cimetière »), est mentionnée pour la première fois en 959, s'écrivant alors « Aterino » (« petit atrium »), dans un acte de donation à l'abbaye de Stavelot. Elle a été la propriété des sires de Houffalize au XIVe siècle, du roi Jean de Bohême puis des familles de la Tour de Brialmont et enfin de Méan jusqu'à la Révolution française.

## Héraldique
|  | La ville possède des armoiries qui lui ont été octroyées le 28 mars 1997. Blasonnement : De gueules à la bande ondée d'argent, accompagnée en chef à senestre, de trois chatelets du même, rangés 2 et 1. Source du blasonnement : Heraldy of the World. |

## Politique et administration

### Conseil et collège communal 2024-2030
Ci-dessous, le tableau des résultats des élections communales de 2024.
| Parti | Parti    | Voix (2024) | Voix (2018) | % (2024) | % (2018) | +/-   | Sièges  | +/- | Collège |
| ----- | -------- | ----------- | ----------- | -------- | -------- | ----- | ------- | --- | ------- |
|       | I.C.     | 2.268       | 1.893       | 69,32%   | 60,42%   | 8.9 % | 11 / 15 | 2.0 | Oui     |
|       | Ensemble | 1.004       | 1.240       | 30,68%   | 39,58%   | 8.9 % | 4 / 15  | 2.0 | Non     |
| Total | Total    | 3 272       | 3 133       | 100 %    | 100 %    |       | 15      |     |         |

| Collège communal   |                      |                                  |
| ------------------ | -------------------- | -------------------------------- |
| Bourgmestre        | Damien Wathelet      | Les Engagés - Intérêts Communaux |
| 1er Échevin        | Philippe Dubois      | Les Engagés - Intérêts Communaux |
| 2e Échevin         | Alain Huppe          | Intérêts Communaux               |
| 3e Échevine        | Frédérique Remacle   | Intérêts Communaux               |
| Présidente du CPAS | Ludivine Van Holsaet | Intérêts Communaux               |

### Liste des bourgmestres depuis 1830
- Bourgmestre actuel : Damien Wathelet.

## Patrimoine et culture

### Patrimoine architectural et sites
La commune de Clavier compte de nombreuses constructions de caractère. Parmi celles-ci , on dénombre au moins neuf châteaux :
- Château de Pair ;
- Château de Ponthoz ;
- Château de Vervoz ;
- Château de Hoyoux ;
- Château de Saint-Fontaine ;
- Château d'Ochain ;
- Château de Saint-Lambert ;
- Château de Pailhe ;
- Château d'Amas.

Parmi les églises les plus remarquables, on peut citer les églises romanes Saint-Remacle d'Ocquier et Saint-Lambert de Bois.
Beaucoup d'imposantes fermes soulignent le caractère rural et agricole de la commune comme la ferme aux Grives et celle des Moines à Ocquier ou encore la ferme des Dames Blanches à Terwagne.
- Liste du patrimoine immobilier classé de Clavier

#### Cimetière
Clavier possède deux cimetières, le cimetière du Pair et celui de l'église Saint-Barthélemy.